# The Little Intruder
The Little Intruder è un film muto del 1919 diretto da Oscar Apfel. Prodotto e distribuito dalla World Film, aveva come interpreti Louise Huff, George MacQuarrie, Christine Mayo, Johnny Hines, Stuart Holmes, Al Hart.

## Trama
In vacanza al mare, George Conklin sorveglia la moglie Virginia, geloso delle attenzioni che lei riceve da un ammiratore, Henry Harding. Decide quindi di tornare a New York per trovare un investigatore che possa tenerla d'occhio. Rientrato in città, a casa trova una ragazza che la polizia identifica come Philadelphia Mary, una criminale. Lui, però, dichiara che quella è la nipote di cui stava giusto aspettando l'arrivo. George si comporta così perché ha avuto l'idea di impiegare la sconosciuta per spiare la moglie. La ragazza, che afferma di chiamarsi Betty McCarthy, diventa amica di Virginia, innamorandosi anche di suo fratello, il focoso Billy Kent. Intanto Virginia, per sfuggire alla soffocante gelosia di George, progetta di scapparsene di casa con Harding. Ma Betty scopre che l'uomo punta solo ai gioielli di Virginia, così lo denuncia alla polizia che lo arresta. Sempre innamorati, Betty e Billy convolano a nozze. Alla fine, Hardling viene rilasciato quando Betty confessa di aver sostituito i gioielli; i Conklin si riconciliano e Betty rivela di essere veramente la nipote di George.

## Produzione
Il film fu prodotto dalla World Film.

## Distribuzione
Il copyright del film, richiesto dalla World Film Corp., fu registrato il 21 aprile 1919 con il numero LU13620. Distribuito dalla World Film, il film uscì nelle sale cinematografiche statunitensi il 7 aprile 1919.
Non si conoscono copie ancora esistenti della pellicola che viene considerata presumibilmente perduta.